# 葉月あい
葉月 あい（はづき あい、1995年9月22日 - ）は、日本のアイドル、女優。東京都出身。ジェイロック所属。

## 来歴
- 小学1年生のとき『ミュージカル 美少女戦士セーラームーン』を見たのがきっかけでミュージカルスターに憧れ、ヒロインを演じていた黒木マリナと同じ事務所に所属、小学3年生から現在の仕事を始める[1]。
- 2007年に放送された『時空警察ヴェッカーシグナ』ではオーデションで春日さりあ / シグナサリー役に抜擢された。出演者の中では最年少（小学6年生）であった。
- 2010年9月、所属事務所の解散に伴い移籍（SRプロモーション→ジェイロック）。
- 2011年8月10日から2012年7月18日まで語学と演劇の勉強のためにイギリスへ留学し、同年9月の舞台出演で芸能活動を再開。

## 出演

### テレビドラマ
- 黄金の舌「地獄少女」第6話（2006年、日本テレビ） - マコ（10歳時）役
- 時空警察ヴェッカーシグナ（2007年、TOKYO MX） - 主演・春日さりあ / シグナサリー役
- ボディコンコップ（2007年、BS11）
- あり得ない! 第4話（2010年、毎日放送） - 東匠の娘 役
- 火曜サスペンス劇場「6月の花嫁マリーゴールド」（2005年6月14日、日本テレビ） - 佐久間みなみ 役

### テレビ
- 小・中学生限定美少女学園（2005年、エンタ!371）
- 最終警告!たけしの本当は怖い家庭の医学（朝日放送制作、テレビ朝日系）
- News!371〜ジュニア（2007年、エンタ!371）
- キッザニアTV（2007年、BSフジ）
- 先生教えて下さい3（テレビ朝日）
- グラビアの美少女（2007年、MONDO21）

### 映画
- 日野日出志のザ・ホラー怪奇劇場「地獄小僧」（2004年）
- ホラ〜番長「運命人間」（2004年） - ミキ 役
- 口裂け女2（2008年） - 女子高生 役
- お姉チャンバラ THE MOVIE（2008年） - マリア 役
- 殺しのはらわた（2008年） - 鏡子(子供時代)役
- 時空警察ハイペリオン（2009年） - 春日さりあ / 時空特捜サリー 役
- 最高でダメな男・築地編（2010年）

### DVDシネマ
- こっくりさん 日本版（2005年） - 村上由紀 役
- 心霊写真 呪撮（2006年）- 幽霊・めぐみ 役
- DEATH FILE 2（2007年） - 斎藤真奈美 役
- 学校の都市伝説 トイレの花子さん（2007年）
- ビットバレット（2008年） - 山門あい 役

### ネットシネマ
- 14歳のスケッチ 第2話「おしゃべりアヒルと赤いマフラー」（2006年） - クラスメイトA

### 舞台
- イタズラなKiss〜卒業編〜（2009年7・8月、博品館劇場 / 新神戸オリエンタル劇場） - ヤマダヒロコ 役
- 華鬼（2010年7月、BIG TREE THEATER） - ヒロイン・朝霧神無 役
  - 華鬼 再演（2011年3月、博品館劇場）
- ハイスクール歌劇団☆男組（2012年9月、天王洲 銀河劇場）

### CM
- ネクソン BnB篇（2008年）

### 雑誌
- 清純いもうと倶楽部10歳

## 作品

### DVD
- 美少女学園Vol.5(初等部)葉月あい（2006年4月、アイマックス）
- あいのり（2006年12月、ぶんか社）
- Yes,あい Do（2008年11月、ぶんか社）

### CD
- MY PRECIOUS FRIENDS（2007年、インデックス ミュージック） - Signaly's[注釈 1] ※『時空警察ヴェッカーシグナ』エンディング主題歌。
- キミがいるから（2007年、インデックス ミュージック） - 葉月あいfor春日さりあ ※『時空警察ヴェッカーシグナ』挿入歌。